# هراچیا پتیکیان
هراچیا واهانی پتیکیان (ارمنی: Հրաչյա Վահանի Պետիկյան؛ زادهٔ ۲۳ فوریهٔ ۱۹۶۰) یک تیرانداز اهل ارمنستان است که در بازی‌های المپیک و مسابقات قهرمانی تیراندازی اروپا در مجموع برندهٔ ۸ مدال طلا، ۵ مدال نقره، ۵ مدال برنز شده‌است.